# Urals federala universitet

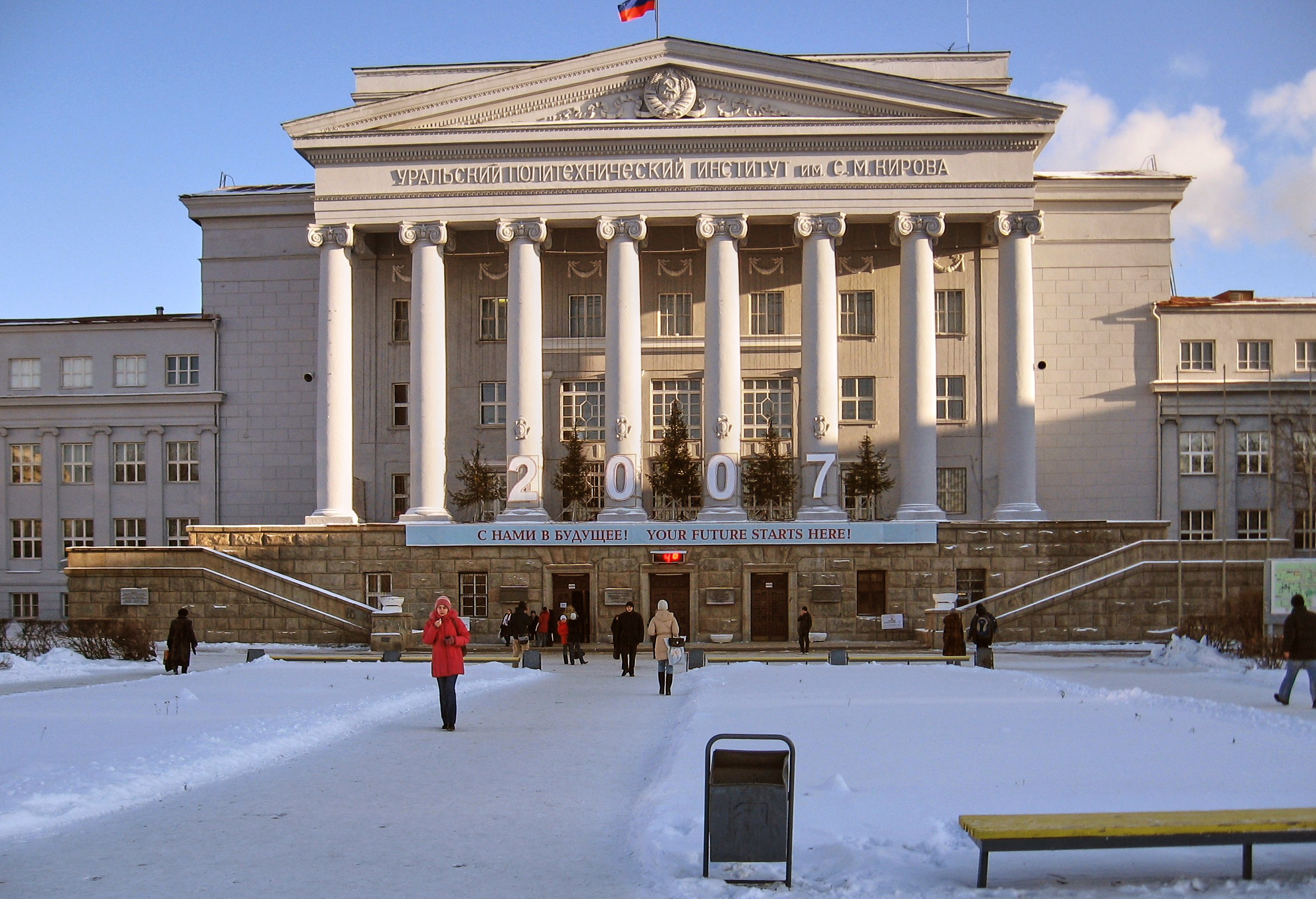
Tidigare Urals polytekniska institut

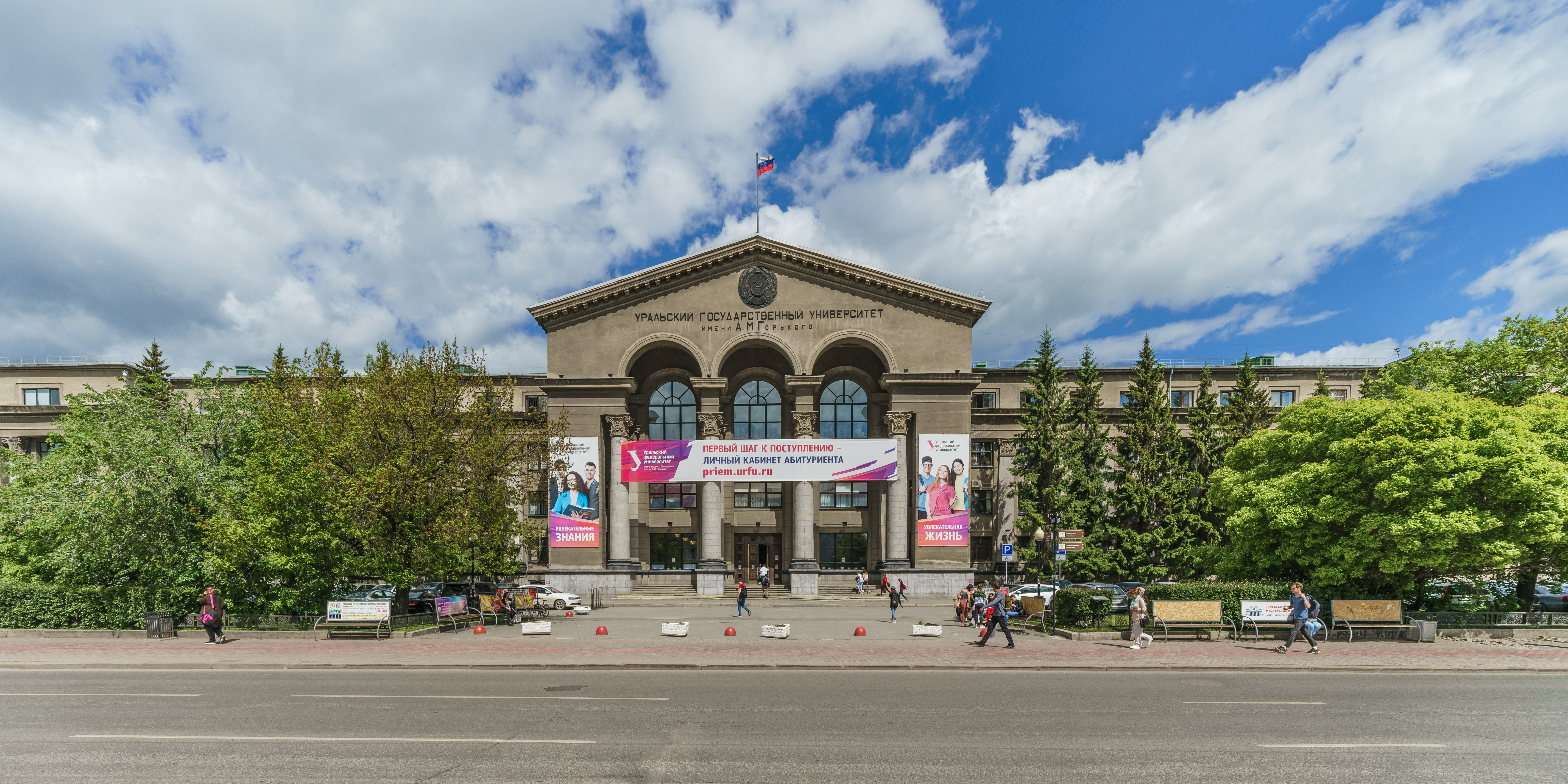
Tidigare Urals statliga universitet

Urals federala universitet, namngett efter Rysslands första president B. N. Jeltsin, är ett universitet i Jekaterinburg, i den östra delen av europeiska Ryssland.  
Urals federala universitet grundades i Jekaterinburg 1920 genom ett dekret av den sovjetiska regeringen, men hade i början mycket begränsade resurser i en tid av samhällsomvälvning och inbördeskrig. Universitetet delades så småningom i Urals statliga universitet och Urals polytekniska universitet. I slutet av 2000-talets första decennium reformerades universitetssystemet i Ryssland, bland annat genom att vissa fick status som federala universitet, såsom det år 2010 åter sammanslagna universitetet i Jekaterinburg.
Det nuvarande campusområdet började byggas upp under 1940-talet.